# Bootleg
Bootleg  je audio ili video zapis izvedbe koju umjetnik nije službeno izdao, niti ikoje drugo zakonom ovlašteno tijelo. Obožavatelji često jednostavno kopiraju i međusobno razmjenju te snimke, a da pritom nema plaćanja, odnosno bez ikakve prateće financijske protutransakcije. Neki izdavači bootlega prodaju ovakve rijetkosti radi zarade, ponekad profesionalno dodavajući kvalitetu audio inženjerstva i pakiranja "sirovom" zvuku.
Bootleg mogu činiti snimke izvedaba uživo ili materijala snimljenog u privatnim ili profesionalnim sesijama snimanja. Promjene u tehnologijama imale su veliki utjecaj na snimanje, raspačavanje te varirajuću profitabilnost underground industrije. Prema nekoliko međunarodnih sporazuma o autorskim pravima, autorska prava na pjesmu i pravo autoriziranja snimaka često ostaje uz umjetnika.